# Криптоаналіз поліалфавітних шифрів
Потреба розробки поліалфавітних шифрів виникла в 850 році після роботи Аль-Кінді «Трактат про дешифрування криптографічних повідомлень». Спільно з методами криптографії з'явились і методи криптоаналізу. Обидва напрямки вивчають одні й ті ж об'єкти, але з різних сторін.

## Історія створення поліалфавітного шифру
Шифр простої заміни довгий час був достатній для забезпечення секретності. Але до початку XV століття, коли багато криптоаналітиків того часу вже легко зламували будь-які повідомлення з шифром простої заміни, треба було шукати більш надійне шифрування. Розробкою стійкішого шифру зайнявся художник, композитор, поет і філософ Леон-Баттіста Альберті. З подачі свого друга Леонардо Дато, який служив секретарем у папи Римського, Альберті зацікавила ідея створення нового шифру. У своїй книзі «Трактат про шифри» (1466) Альберті запропонував використовувати для шифрування не один шифроалфавіт, а два або більше. При шифруванні один шифроалфавіт змінював інший.
Далі деякі доробки, ґрунтуючись на роботах Альберті, зробив німецький абат  	Йоганес Трісемус, автор першої друкованої книги з криптографії, виданої в 1518 році, яка носила назву «Поліграфія». Над шифром також потрудився італійський вчений Джованні Порта, який, крім створення шифрів, також займався і зломом поліалфавітних шифрів. Коли Порта було 28 років (1563), він написав свою книгу «Про таємне листування», в якій описав усі відомі системи шифрів.
Остаточний вид шифру, над яким працювали протягом століття в різний час Альберті,  	Йоганес Трісемус і Порта, узагальнив французький дипломат Блез де Віженер. Сьогодні цей поліалфавітний шифр всім відомий як шифр Віженера. В силу своєї роботи, Віженеру доводилося постійно стикатися з шифровками, але впритул зайнятися вивченням криптографії у нього не було часу до виходу на пенсію. Так в 1586 році Віженер представив комісії Генріха III у Франції остаточний варіант шифру. Відомий письменник і математик Чарльз Лютвідж Доджсон назвав шифр Віженера незламним у своїй статті «Алфавітний шифр» (англ. The Alphabet Cipher); таким цей шифр вважали ще 300 років.
Шифр Віженера все ж не користувався такою високою популярністю, як шифр заміни.Причиною цього було наступне: для користування шифром Віженера без сучасних комп'ютерів та спеціалізованої техніки необхідно було витрачати години для розшифровки і шифрування повідомлень. Тому користувалися популярністю так звані омофонічні шифри, які були більш прості у використанні, хоча і не так надійні, як шифр Віженера.

## Криптоаналіз шифру Віженера
Шифр Віженера мав репутацію виключно стійкого до «ручного» злому. Це подання було спростовано після того, як Казіскі повністю зламав шифр у XIX столітті, хоча відомі випадки злому цього шифру деякими досвідченими криптоаналітиками ще в XVI столітті.
Шифр Віженера досить простий для використання в польових умовах, особливо якщо застосовуються шифрувальні диски. Наприклад, конфедерати використовували мідний шифрувальний диск для шифру Віженера в ході Громадянської війни в США. Послання Конфедерації були далекі від секретних, і їх противники регулярно зламували повідомлення. Основною вразливістю командування Конфедерації було те, що вони використовували лише три ключові словосполучення: «Manchester Bluff», «Complete Victory» і — так як війна підходила до кінця — «Come Retribution».

## Аналіз Беббіджа і Казіскі
З різницею в кілька років над розробкою методу дешифрування працювали математики Чарльз Беббідж і Фрідріх Казіскі. Результати їх робіт майже однакові, за винятком того, що Казіскі дав суворе формулювання злому шифру Віженера, тоді як злом Беббіджа залишився тільки на сторінках його щоденника.

### Беббідж
Англійський математик Чарльз Беббідж був різнобічно розвиненою особистістю, працював у багатьох областях науки й техніки. До того часу, коли він взявся за шифр Віженера, багато криптоаналітиків вже відмовилися від спроб його дешифрувати. Поштовх до дослідження дав спір із дантистом з Брістоля Дж. Твейтсом в 1854 році. Останній стверджував, що створив новий шифр, який неможливо зламати, й намагався його запатентувати. Беббідж стверджував, що даний шифр вже існує декілька століть. Процес спору привів Беббіджа до висновку, що потрібно спробувати розкрити шифр Віженера.
Складність шифру полягає в тому, що кожна буква може бути закодована кількома літерами нового алфавіту — отже, і початково однакові слова можуть виглядати по-різному. Але якщо слово в тексті зустрічається декілька раз, то існує ймовірність того, що шифрокод цього слова в деяких випадках буде однаковим. Виходячи з цього припущення, Беббідж почав свою роботу.
Успіху у зломі шифру Віженер Беббідж домігся в тому ж 1854 році, проте не опублікував своїх досліджень, і про відкриття ніхто не дізнався. Цей факт став відомий лише в XX столітті, коли вчені розбирали численні нотатки Беббіджа. Є дві версії, чому Беббідж не оголосив про своє досягнення. Перша версія полягає в тому, що британська секретна служба зажадала від Беббіджа збереження в таємниці своєї роботи, оскільки вона давала Британії явну перевагу над Росією — її противником в Кримській війні. Друга версія полягає в тому, що «була у нього така звичка — кидати незавершеними значні й перспективні починання і не повідомляти про свої відкриття».

### Казіскі
Незалежно від Беббіджа аналогічний спосіб злому шифру Віженера був знайдений Фрідріхом Вільгельмом Казіскі, який опублікував його в 1863 рік у книзі «Die Geheimschriften und die Dechiffrirkunst» («Тайнопис і мистецтво дешифрування»). Дана публікація була на той час єдиною, в якій описувалися алгоритми злому поліалфавітних шифрів. Її можна вважати відправною точкою в історії злому даного типу шифрів. Алгоритм злому сьогодні відомий як метод Казіскі.

## Аналіз Фрідмана
Полковник Фебіан після початку війни США проти Німеччини передав свою криптографічну лабораторію урядові в розпорядження. Вільям Фредерік Фрідман відповідав за підготовку розвідувальних військ, а одним із його асистентів була його дружина — криптограф Елізабет Фрідман. До кінця 1917 року Фрідманом вже був закладений фундамент у вигляді 7 монографій з криптографії, який став поштовхом для більш важливих відкриттів. Так, в 1920 році виходить робота The Riverbank Publications, яка вважається основоположною в цій дисципліні. У цьому ж році виходить одна з найбільш важливих публікації в історії криптографії The Index of Coincidence and Its Applications in Cryptography. У цій роботі Фрідман вводить поняття «індекс збігів» і пропонує методику розрахунку збігів. В суміжних публікаціях Фрідман описує метод визначення періоду гами в шифру Віженера, а також представляє безключовий метод дешифрування при використанні нерівноймовірної гами (тест Фрідмана, 1925). Це була перша успішна демонстрація ймовірнісно-статистичних методів в криптографії.